# 終末のイゼッタ
『終末のイゼッタ』（しゅうまつのイゼッタ）は、亜細亜堂制作による日本のテレビアニメ作品。2016年10月から12月までAT-X、TOKYO MX、サンテレビ、BS11にて放送された。

## 概要
第二次世界大戦時のヨーロッパに酷似した世界を舞台とする。国名や地名などは架空の物が用いられている。世界観はおおよそ現実世界の歴史に沿ったものだが、そこに魔女や魔法といったファンタジー要素を付加した物語。2016年6月24日に製作が発表され、同年9月2日にスタッフ・キャストが公開された。アニメーション制作は、『忍たま乱太郎シリーズ』で知られる亜細亜堂が担当した。

## ストーリー
1939年、中欧の軍事大国・ゲルマニア帝国は欧州の支配を目論み隣国リヴォニアへの侵攻を開始、その戦火は瞬く間に欧州全域に広がった。翌1940年、ゲルマニアは強大な軍事力を以て破竹の勢いで侵攻を続け、その矛先はアルプスの小国エイルシュタット公国にも向けられようとしていた。
公国の公女・フィーネは極秘のうちに隣国のヴェストリアに移動し、対ゲルマニアの協力を得るべくゲルマニアと敵対するブリタニア王国の要人と秘密裏に会談する。しかしその会談はゲルマニア帝国がエイルシュタットへ侵攻を開始した事により破談、さらに会談場所にゲルマニアの親衛隊が突入し、フィーネは捕獲されてしまう。輸送機でゲルマニア帝国の帝都ノイエベルリンへ連行される最中、機内に積まれていた謎のカプセルが突然開き、中にいた少女・イゼッタが目を覚ますと彼女から発した粒子が飛行機を破壊し、フィーネは脱出に成功する。
その少女イゼッタは、幼少の頃にフィーネが出会った「魔女」で、魔法の力が使える魔女一族の末裔であった。力を使いゲルマニアの戦闘機部隊を撃退したイゼッタは、フィーネを連れて撤退中のエイルシュタット軍と合流。移動の末に、要衝のケネンベルクへとたどり着く。だが、ケネンベルクはゲルマニア軍の猛攻の前に陥落しようとしていた。
自分を逃がそうとするフィーネに対し、イゼッタは彼女とエイルシュタットを守るために出撃。魔力が豊富なケネンベルクの地の利を活かして大暴れし、ゲルマニアの大部隊を敗走させるという大勝利を成し遂げ、その獅子奮迅の様子は危機的状況にあった昔のエイルシュタットに現れ、国を救ったという伝説の存在の「白き魔女」を思い起こさせた。白き魔女の再来と呼ばれるイゼッタ、そして公国を守りたいと願うフィーネ。二人は「魔女」の存在を世界に公表し、平和のためゲルマニアに立ち向かうことを決意する。

## 登場人物

### 主要人物
イゼッタ
声 - 茜屋日海夏
本作の主人公。15歳。魔女一族の末裔の少女。手に触れた物体に魔力を与える能力を持ち、自分の血液中にも魔力が通っている。その力を隠すため、当初は祖母と一緒に旅路を歩んでいた。だが、その真実はイゼッタの体内に魔力があるのではなく、魔女の力の源は大地の地下に走る魔力の流れ「レイライン」を利用して使うもので、レイラインが薄かったり、無ければ魔力を行使できない。このため、この情報は極秘中の極秘とされ、昔はこの秘密を話した者、知った者は一族の手で処分されていた。この制限からフィーネは魔女の力をレイピアに例えている。
幼い頃に住んでいた村で迫害を受け、殺されそうになった所をフィーネに救われた経験があり、魔女としての力を見ても恐怖や嫌悪を持たず、分け隔てなく友人となってくれた彼女を心から慕っている。
ゲルマニアに捕縛され、最高軍事機密としてカプセルに入れられて輸送されていたが、輸送機の中で目を覚ましフィーネと再会する。バスラーの戦闘機隊を魔女の力で退け、負傷したフィーネを連れて撤退中のハンスらと合流。戦に巻き込むわけにはいかないから逃げるように言うフィーネには、姫様の国は私が守ると宣言する。
ケネンベルクの戦闘では一人で敵の爆撃機隊と戦車隊を壊滅させる獅子奮迅の活躍を見せ、周りからは「白き魔女の再来」と称えられる。その後はエイルシュタットの首脳部に魔女の秘密を明かし、フィーネを護る希望になることを心に決めて、彼女に「みんなが明日を選べる国を作って欲しい」と告げる。以降は白き魔女になぞらえて作られた純白の衣装を身に纏い、ハンドルとサドルを取り付けた対戦車ライフルに跨って戦いに臨んでいる。ソグネフィヨルドでは敵の待ち伏せを受け、バスラーの部隊に苦戦しながらも敵空母を撃破し、反ゲール国家群の期待に応えた。しかし、ゼルン回廊においてゲルマニア側の魔女であるゾフィーと遭遇。彼女との戦闘の末に敗北・捕縛されてしまう。捕縛後はハンス達の救援でその場から助けられるが、負傷から満足に体も動かせない身となる。意識を取り戻した後、ランツブルック陥落のニュースと自らを気遣い意気消沈するフィーネの様子にショックを受け、彼女と公国のためにまた戦場に立とうとし、健気なその姿を見たジークから魔石を渡される。
ビアンカからは「もう戦わなくていい」と言われるが、「最後までちゃんとやりたい」と魔石を手にし、潜伏先の基地を襲撃してきたゲルマニア親衛隊を退け、気弱になっていたフィーネの頬を張って活を入れ、彼女を立ち直らせた。出撃前の夜はフィーネと二人で語り合い、翌朝皆に見送られながら最後の戦場に向かった。最終決戦では待ち受けていたゾフィーと対峙し、ミサイルの発射を防ぐために彼女を基地から引き離す。フィーネには自分は魔女としてしか生きられないと告げており、世界から魔女という存在をなくすためにレイラインに蓄えられていた全ての魔力を吸い上げて放ち、ゾフィーと共に姿を消した。
後にアトランタやヴォルガが参戦したことでゲルマニアは降伏し、戦争は終結。その大戦から3年後、森の中にある一軒家をフィーネが訪れ、そこで車椅子に乗ったイゼッタと出会う場面で物語は幕を閉じる。
フィーネ
声 - 早見沙織
本作のもう1人の主人公。エイルシュタット公国公女。本名は「オルトフィーネ・フリーレリカ・フォン・エイルシュタット」。公国の元首であるルドルフ大公の一人娘で、大公の次期後継者（物語の途中で父大公の死により、大公位を受け継ぐ）。聡明で心優しく臣下や国民から敬愛される存在であり、彼女もまた公国と国民を愛している。脇腹には幼い頃にイゼッタを庇って負傷した際の古傷がある。
イゼッタを公国に古くから伝わる「白き魔女」の再来と信じている。ルドルフ亡き後、自身の即位式と同時に、イゼッタの存在を世界に公表することを決意する。イゼッタから「戦争を終わらせて、全ての国を平和にして下さい」と言われた時は一瞬驚くも、できるかは分からないが、この身が潰えるまでその願いを果たすことを彼女に誓った。
チェリーパイなどの甘い菓子が好きで、度々お忍び姿で町へ出かけていたが、近衛隊や市民はそれを知りつつも見守っていた。イゼッタ、ビアンカ、エルヴィラなど周囲には巨乳の女性が多いため、胸の大きさを多少なりとも気にしている。
ジークからブリタニアで行われるゲルマニアの敵対国家・亡命政府の会議開催を教えられた際、自身やイゼッタもその会議に参加することを決断する。会議では懸念の一つであったゲルマニアの新鋭空母「ドラッヘンフェルス」の撃破を提案。イゼッタの力のお披露目も兼ねて、ブリタニア軍と協力しそれを成し遂げた。
ゼルン回廊における戦闘では、イゼッタ敗北の情報を聞いて衝撃を受けるが、直後にランツブルックをゲルマニアに急襲され、主だった面々とアルプス山中にある大昔の隠し砦を利用した基地に逃げ込む。イゼッタの負傷もあり、もう打てる手がほとんどないことや、イゼッタを戦争に巻き込んでしまった後悔から苦悩し、ヴァルマーやエルヴィラからは亡命を勧められる。
ゲルマニア親衛隊による基地襲撃を受けた際はイゼッタに窮地を救われるが、捕虜となったベルクマンからゲルマニアの新型爆弾の情報を教えられて、もはやこれまでとついに降伏することを決める。しかし、それを見たイゼッタから叱咤され、「二人で始めたことは二人で終わらせよう」と彼女の励ましを受けて気持ちを入れ替え、最後まで抗おうと前を向く。イゼッタが最終決戦に向かう前の夜には、彼女に「姫様」ではなく名前で呼んで欲しいと告げた。翌日、イゼッタと別れた後はジークやビアンカと共にヴェストリアに密入国し、ゲール主催の秘密会議へと乱入。各国の代表へイゼッタの戦いが終わるまでは答えを出さないように要求する。例えゾフィーを退けてもイゼッタがいる限り魔女の存在への懸念はなくならないと話すスタンリーには、イゼッタがレイラインから全ての魔力を奪い、命を賭けてゾフィーを倒すという情報を明かし、会議の流れを変えた。
イゼッタの最期には人目を憚らず号泣していたが、終戦から3年後には、生存し密かに匿われていたイゼッタの元を訪れている。

### エイルシュタット公国
ビアンカ
声 - 内田彩
フィーネの一族を護衛するエイルシュタット大公家直属の近衛兵隊長。急に現れ「魔女」を名乗るイゼッタを最初は怪しんでいたが、幼いころフィーネが身を挺して護ってくれたこと、そしてその恩を返したいというイゼッタの話を聞き、心を打たれたことでイゼッタに対するわだかまりは消え、共にフィーネを護る同志と認める。
ベアル峠では、近衛隊を率いてレイラインがなく魔法が使えないイゼッタを援護し、彼女の魔法が使われたかのように偽装する演出に大きく貢献した。
後にエイルシュタットへ潜入してきたリッケルトと出会い、彼と少しの間ながら交流を深める。リッケルトがゲルマニアの軍人だったことには気づかなかったが、旧王城で彼の正体を知り、自らの手で射殺した際は苦渋の表情を見せた。健気に振舞うイゼッタのことは家族のように心配し、彼女が魔石を使うと決めたときは涙を流してその身を案じていた。
ロッテ
声 - 東山奈央
宮殿でフィーネに付くメイド。フィーネや戦場で戦っている家族を助けてくれたイゼッタに心から感謝して、フィーネからイゼッタのお世話を言い使った。宿屋を営んでいる姉がおり、容姿もよく似ている。
エピローグでは密かに生存していたイゼッタの世話を行っている。
エルヴィラ・フリードマン
声 - 花澤香菜
フィーネ専属の家庭教師。アトランタ合衆国の新聞社やラジオ局で働いていた経歴を持つ。メディア関係に幅広い人脈を持ち、イゼッタの存在を世界に公表する際には広報と宣伝の演出を担当する。女性へのセクハラ気質がある。
ジークハルト・ミュラー
声 - 高橋広樹
エイルシュタット大公の補佐官の一人。後に主席補佐官となる。参謀としての一面も持ち、イゼッタの力の有効性を確かめて、レイラインが無い場所でもゲルマニアに悟られることなく戦えるよう戦術を模索する。国を守るためには欺瞞作戦や非情な手段を厭わず、イゼッタの秘密が漏れた時は、機密保持のためそれを知るヨナスを射殺した。
実は彼の先祖はかつて白き魔女を死に追いやった原因を作り、代々ミュラー家には魔女の件に関する情報を記述した手記が残されていた。そのことから白き魔女の伝説の真実も知っており、既に魔石の半分も入手していたが、誰にも明かさずにいた。だが、ゾフィーの登場やランツブルック陥落を受けてフィーネ達に伝説の真実を教え、フィーネのために戦おうとするイゼッタに魔石を渡す。秘密基地が襲撃された後、拘束したベルクマンを尋問する際にお互いがよく似ていると言われ、取引を持ち掛けられる。その際、取引には応じるものの、保身のために簡単に祖国を裏切る彼と自分は似ておらず、水と油だと嫌悪していた。後にフィーネ達を乗せた車を運転して秘密会談が行われるヴェストリアへ向かうが、会場まであと少しという所でバスラーに見つかってしまう。自らは囮となってフィーネとビアンカを逃がすも、途中でヨナスに似たゲール新兵 に遭遇し、動揺した所を彼に撃たれて命を落とした。
ハンス・オーベルマイヤー
声 - KENN
エイルシュタット軍の少佐。シュヴァイゼン砦守備隊の若き指揮官。負傷兵を連れて撤退中にイゼッタとフィーネに遭遇・保護する。後に250kg爆弾に羽を付けた「空中魚雷」といった、イゼッタ用新兵器の開発に携わっている。ゼルン回廊では、仲間の援護を受けて負傷し倒れていたイゼッタを助け出した。ランツブルック陥落後、潜伏先の基地がゲルマニア親衛隊の襲撃を受け、頭部を負傷する。
トビアス
声 - 間島淳司
エイルシュタット軍の軍曹。ブリタニア外相と会談するためにウェストリアに向かったフィーネの護衛を務める。列車内で彼女を守って撃たれ、その傷が元で死亡する。
ヘルマン
声 - 置鮎龍太郎
エイルシュタット軍の大尉。トビアスと共にフィーネの護衛を務める。劇場で会談をしている彼女を護衛中、ゲルツ率いる親衛隊に射殺される。
ルドルフ
声 - 森川智之
エイルシュタットの元首である大公。フィーネの父。病床に伏せっていたが第3話終盤で息を引き取る。
シュナイダー
声 - 塩屋浩三
エイルシュタット軍の将軍。公国の重鎮の一人として、フィーネやジーク、ヴァルマーらと共に会議に参加する。イゼッタの身を案じるなど思いやりがあるが、ゲルマニア軍を過小評価したり、野外でイゼッタの秘密を大声で話す軽率さも持つ。
ハルトマイヤー
声 - 麻生智久
エイルシュタットの軍医。ハンスの部隊に同行しており、傷を負っていたフィーネとイゼッタを治療した。
ヨナス・ガレア
声 - 遠藤広之
エイルシュタット軍の一等兵。ケネンベルクの戦闘でイゼッタの活躍を目の当たりにする。続いてベアル峠の戦闘にも参加していたが、戦いの後に偶然ジークとシュナイダーが話していたイゼッタの魔法の秘密を聞いてしまう。後にゲルマニアが送り込んだスパイに脅され、口を割る寸前の所をジークに救われたが、秘密保持のため、その場で彼に射殺された。
フェルナー
声 - 樫井笙人
エイルシュタット軍の中将。ケネンベルクを防衛する。ランツブルック陥落後、ケネンベルクの司令部でゾフィーの襲撃を受けて戦死した。
ヴァルマー
声 - 綿貫竜之介
エイルシュタットの首相。
ベアトリクス、アデーレ、クリスタ
声 - 山口立花子（ベアトリクス）、麦穂あんな（アデーレ）、八重畑由希音（クリスタ）
ビアンカ配下の近衛隊の隊員達。メンバーはベアトリクス、アデーレ、クリスタを含め6人。全員が女性で構成されている。それぞれが高い射撃能力を持ち、ベアル峠の戦いでは的確な射撃で作戦を成功に導き、旧王城にローレンツとリッケルトが潜入した際は、暗闇の中を全力疾走で旧王城から脱出するローレンツを一発で仕留めた。ゼルン回廊ではイゼッタを救出するハンスたちを的確な射撃で援護した。ランツブルック陥落後はフィーネらと共に秘密基地へ潜伏する。ゲルマニア親衛隊に秘密基地を襲撃された後、イゼッタのライフルを新たな潜伏先に輸送し、最終決戦に向かうイゼッタを見送った。

### ゲルマニア帝国
アルノルト・ベルクマン
声 - 諏訪部順一
ゲルマニア帝国軍の少佐。諜報活動や特殊作戦等を行う「特務」に所属している。列車内で逃亡するフィーネと顔を合わせた。輸送中のイゼッタを自軍兵士が目撃した際は機密保持から躊躇なく彼らを射殺する等、冷徹な性格が窺える。頭脳も明晰で、当初からイゼッタの魔力の行使には弱点があると見当をつけており、バスラーを自分の所に引き抜いたり、エイルシュタット軍内部に間諜を送り込むなど常に先を読んで手を打っている。後にイゼッタの力を見極めるため、艤装間もない空母「ドラッヘンフェルス」をも捨て駒にする大胆な作戦を立て、彼女の戦闘情報から弱点の確信を得る。
リッケルトの潜入作戦時、自身はブリタニアでのレッドフォード邸のパーティに忍び込み、イゼッタとフィーネに接触する。その目的はイゼッタの血によるゾフィーの覚醒で、ベルクマンの読み通りイゼッタの血を摂取したゾフィーはついに覚醒を果たす。ランツブルックの陥落後、これまでの功績から中佐に昇進するが、その有能さ故に皇帝に警戒され、魔女に関する一切の指揮権限を剥奪されて失脚する。
その後は親衛隊のヘイガーとランツブルックを訪れ、発見されたフィーネ達の潜伏先へと向かう。そこでヘイガーを自ら射殺し、エイルシュタット側に投降。尋問するジークに取引を提案して、自分の助命の代わりにゲルマニアの新型爆弾の情報を教える。そして「ゲールにはもう戻れない」からと、帝国を裏切りエイルシュタットへの協力を決意。作戦会議ではゾフィーの全力戦闘はせいぜい二時間が限度だという彼女の弱点を伝えた。それらすべての行動原理は「自分のため」であり、能力に反して愛国心や忠誠心が決定的に欠けている。ヴェストリアまでフィーネ達に同行した後は「僕にエスコート出来るのはここまでだ、成功を祈っているよ」と彼女らと別れるが、追跡したバスラーに対してリッケルトの死を嘲笑したことで不興を買い、撃たれる。
終戦後は右目を失いながらも生存しており、戦後はアトランタ合衆国へ亡命した。
リッケルト
声 - 花江夏樹
「特務」に所属するゲルマニア帝国軍の少尉。ベルクマンの部下。貴族家系の出身だが、実家・身分に頼らず独力での出世を望んでいる。第7話ではベルクマンに対しエイルシュタットの城に眠るという「白き魔女」の伝説の真実を確かめるための任務を自分に任せて欲しいと申し出た。エイルシュタット内に潜入した際、ビアンカやロッテと出会い、彼女達の世話になる。
その後、スパイのローレンツと合流し、魔女の秘密が眠るという旧王城の地下へと潜入。そこでレイラインの地図情報と魔石を入手するが、ビアンカ率いる近衛隊に発見され、銃撃戦で負傷する。最後は囮となるため入手物をローレンツに託し、城壁上で自分を追って来たビアンカに撃たれて転落死した。
バスラー
声 - 細谷佳正
ゲルマニア帝国空軍大尉でゲルマニアのエースパイロット。登場時の愛機はメッサーシュミット Bf109。墜落した輸送機を捜索中にフィーネを連れたイゼッタに遭遇し、部下を撃墜された怒りから二人を狙うも、反撃で機首部に銃弾を受けて無力化される。
後にベルクマンから声をかけられ、彼の配下になることを了承する。その後は乗機を新型機へと乗り換えている。ベルクマンの失脚後は、彼から今後は設計局の指揮下に入るように伝えられた。その際、今後命を狙われるであろうベルクマンの身を案じるが、その後彼が帝国を裏切ったと知り失望する。ベルクマンを追い詰めた先で、平然と自論を述べる彼に憤慨し銃を撃つが、命は取らなかった。最後は戦闘機の中で「俺もこいつも、まだ飛べる」と、終戦間近になりゲルマニアが追い詰められている最中でも戦場へ出撃して行く姿が描かれた。
ゲルツ
声 - 遊佐浩二
ゲルマニア帝国親衛隊の中尉。フィーネを捕らえて、輸送機（Ju 52）で首都ノイエベルリンへと連行しようとするが、その道中でイゼッタが目を覚ました際に輸送機の後部ごと吹き飛ばされ死亡する。
グロスコップ
声 - 赤城進
ゲルマニア帝国陸軍中将。第3話で指揮下の部隊をイゼッタによって壊滅させられる。その後、彼女の存在を皇帝に報告したものの、敗北の責任を追及される破目になる。その処罰として領地没収の上、階級を剥奪され、とどめとばかりに新設される収容所の所長に左遷させられた。
ケラー
声 - 中谷一博
ゲルマニア帝国空軍少佐。グロスコップとどちらが先にケネンベルクを落とすか賭けをしていた。第12話では、空軍の連絡将校としてミサイル発射基地に派遣されていた。
ローレンツ
声 - 白川周作
エイルシュタット内に兵士として潜り込んでいるスパイ。イゼッタの秘密を知ったヨナスからそれを聞き出そうとするが、ジークの介入で失敗。続いては自分の所へやって来たリッケルトと共に旧王城に忍び込んで魔女の謎を調べ、傷を負ったリッケルトからカメラと魔石を託されて逃亡するが、その途上で近衛隊の狙撃を受けて死亡する。しかし、カメラと魔石は同じく工作員であった老人の手で回収され、無事に帝国へ届けられた。
オットー
声 - 山寺宏一
ゲルマニア帝国皇帝。豪胆な性格で、イゼッタの反攻にも動じず、彼女の身を手に入れようと企む。「魔女」であるイゼッタの表舞台への登場に驚かなかったのは、既にゾフィーの件を知っていたためであった。ランツブルック陥落後、有能なベルクマンを警戒してか、彼から魔女に関する作戦の指揮権限を取り上げ、自身が指揮を執ると告げる。そして帝国首脳陣を前にした会議では、まず反ゲルマニア同盟諸国に対してゾフィーの力を背景に降伏に等しい講和を結ばせ、次いで不可侵条約を破りヴォルガ連邦に侵攻することを宣言。欧州全土を統一した後はアトランタと決戦を行い、世界の覇権を握るという壮大な野望を露にする。しかし、最終話においてイゼッタとゾフィーが魔女の力と共に消えてしまい計画が破綻。その際は「よい座興であった」「また新たな楽しみができた」と周囲に振舞うも、その後アトランタとヴォルガの参戦で徐々に追い詰められ、最後は首都で自決して果てた。
エリオット
声 - 平川大輔
オットーの側近を務める盲目の男性。皇帝の相談役として側に控えており、皇帝にも物怖じせず意見する。ゾフィーからは「男娼」と呼ばれている。
エリザベート
声 - 井上喜久子
新兵器や魔女についての研究を行う帝立技術工廠第9設計局局長。皇帝の命を受け、ベルクマンにゾフィーの存在を教える。工廠ではゾフィーの代わりの体となるクローン体の生産や、エクセニウムを利用した新兵器の開発を進めている。新型爆弾を乗せたミサイルの発射時はゾフィーが基地を離れてしまったため、彼女のクローン体（ナンバー69）を発射に利用した。
ゾフィー
声 - 雨宮天
ゲルマニアの魔女。イゼッタの白い衣装とは反対に黒い衣装を着る。その正体は、ゲルマニアが発見した「白き魔女」の遺体の一部を元に一から培養されたクローン。ゲルマニアとしてもクローン技術は未知の領域で、目覚めた当初は自我すら無い状態だったが、以前に採取していたイゼッタの血液に反応を示し、ベルクマンが彼女をブリタニアへ連れ出した際にイゼッタにキスをして血を飲み込み、完全に覚醒した。その後、ゼルン回廊における戦闘でイゼッタの前に姿を現して、彼女と敵対。魔石の力を使用してイゼッタに勝利する。
「ゾフィー」はかつての白き魔女本人の名前で、クローンであるにも関わらず、何故か白き魔女の記憶を受け継いでいるような言動を見せる。クローンという点や魔石の体に対する影響から自らが短命だと理解しているが、愛していたエイルシュタットの王子に裏切られて処刑されたという過去から公国を激しく憎悪し、エイルシュタットを滅ぼすまでは生きると決めている。
最終決戦ではイゼッタと激闘を繰り広げ、V2ミサイル発射の任務すらも放り出して彼女を追いかけるが、レイラインの魔力を全て利用したイゼッタの戦法に驚愕。対抗しようとするがかなわず、最後はイゼッタの前に敗れ去った。
ヘイガー
声 - 子安武人
ゲルマニア帝国親衛隊の少佐。監視対象のベルクマンと共にランツブルックに入り、発見したフィーネ達の潜伏先を襲撃する。愉悦しながら捕虜を殺害するなど残虐な性格。フィーネを捕らえるが、イゼッタの登場で目論見が崩れ逃走。ベルクマン始末の命も帯びていたものの、逃げた先でそのベルクマンに射殺された。
ハイゼンベルク
声 - 石田彰
ヴェストリアで行われた秘密会議のゲルマニア代表。

### ブリタニア王国
レッドフォード
声 - 星野充昭
ブリタニア王国外務大臣。伯爵の爵位を持つ。第1話ではヴェストリアでのフィーネとの秘密会談に応じている。フィーネとは旧知の中であり、同盟諸国首脳陣の中でも特にフィーネやイゼッタに対して好意的に振舞う。そのためイゼッタの敗北には驚くこととなり、ゾフィーの手で首都を空襲された時は唖然としていた。
バーンズ
声 - 家中宏
ブリタニア王国首相。葉巻を好む。
グローマン
声 - 稲田徹
ブリタニア王国空軍633飛行隊に所属する中佐。祖父がノルド王国出身。空母「ドラッヘンフェルス」の撃破作戦に協力するため、爆撃機でイゼッタと魚雷を輸送し、イゼッタが窮地に陥った際には、機体を割り込ませ援護射撃を行った。

### テルミドール共和国
ブノワ
声 - 小山剛志
自由テルミドール代表を務める将軍。イゼッタの力については当初懐疑的に見ていた。

### アトランタ合衆国
スタンリー
声 - 中博史
アトランタ合衆国特命全権大使。イゼッタの力を脅威に感じ、大統領への報告書で欧州出兵の際にはエイルシュタットをゲルマニア共々攻め滅ぼすべきだと進言する。ヴェストリアでの秘密会議時はフィーネに各国が抱く魔女の脅威についての懸念を問いただした。

### その他
イゼッタの祖母
声 - 平野文
イゼッタの唯一の肉親で、彼女を連れて欧州を旅していた。最後の魔女であるイゼッタの身を心配する。「白き魔女」のゾフィーのことは魔法の力で人の世の理に手を出した上、その際に最初の魔女が持っていた「魔石」を持ち出したため、裏切りの魔女と呼んで嫌悪している。
マグヌス9世
声 - 山本兼平
ゲルマニアに占領された旧ノルド王国の王子。
マクラウド
声 - 三上哲
ルイジアナ大使。

## 登場兵器
作中登場兵器は現実世界の1940年頃に現用だった物が中心だが、世界観設定に合わせて製造元や塗装、国籍マークが変更されている。

### イゼッタ専用武装
対戦車ライフル
当初はゲルマニアの輸送機に積まれていたシモノフPTRS1941に似た対戦車ライフル を利用していたが、エイルシュタット公国に合流して以降は、オープニングにも登場するL-39に似たもの（サイズ的にはL-39より一回り大きく、銃身や銃口制退器の形状が異る）にハンドルとサドルを取り付けた専用品を使っている。跨がったまま発砲できるようにハンドルに付けたレバーが引き金になっており、装填レバーは足で操作できるようにペダル式になっている。第9話からはドラムマガジンと足を置くステップを取り付けた新型が導入された。第3話ではエイルシュタット軍の使用している対戦車ライフル（作中のオリジナルデザイン）も使用している。
その他の武装
第3話では中世の剣や馬上槍（後に爆薬を内蔵したイゼッタ専用の改良型が登場）、第7話では大型魚雷を魔力で操って武器としているほか、第9話ではイゼッタ用に開発された、250kg爆弾に安定翼を取り付けた“空中魚雷”が登場し、第11～12話では穂先が剣のように長大な専用の槍（もしくは大剣）を使用している。

### エイルシュタットの兵器
ルノーFT-17
エイルシュタット公国の主力戦車。
MS406ES
エイルシュタット公国の主力戦闘機。テルミドール共和国製の単座戦闘機で、本国仕様のMS406C-1型を輸入およびノックダウン生産した機体。型式名のESはエイルシュタットの略であり、白き魔女の伝説から非公式に「エクセ・モラーヌ」と呼ばれるようになる。ゲルマニア軍侵攻時点でエイルシュタット空軍には22機が存在しており、主にエリートパイロットの手で首都周辺の防空任務にあたっていた。イゼッタ登場後は彼女と共に出撃し、魔法武装の運搬や上空援護などの任務にもあたっている。塗装と国籍マーク以外は現実のMS406と同等だが、第9話には操縦席後部に同乗員席、機体側面に対戦車ライフルのハンガーを設けたイゼッタ支援用の機体や、F-82の様に主翼と尾翼部分で2機を結合した双胴型などの独自仕様機も登場している。
DFS 230
エイルシュタット公国の輸送用グライダー。双胴型のMS406に曳航されてイゼッタの武装を輸送する。テルミドール共和国製が中心のエイルシュタット公国としては珍しく（現実では）ドイツ製の装備である。
DH.89
エイルシュタット公国の双発輸送機。
阻塞気球
エイルシュタット公国の首都に防空用として多数展開されている。

### ゲルマニアの兵器
III号戦車
ゲルマニア帝国の主力戦車。
IV号戦車
III号戦車と共に運用されているゲルマニア帝国の主力戦車。
Bf109
ゲルマニア帝国の主力戦闘機。バスラーの当初の乗機でもあるE-4型とされる機体のほか、艦載型も登場した。
Ju 87
ゲルマニア帝国の急降下爆撃機。「ジェリコのラッパ」を装備しており、B-2型とされる。
He 111
ゲルマニア帝国の双発爆撃機。
Ju 52
ゲルマニア帝国の輸送機。
Z23型
ゲルマニア帝国の駆逐艦。ソグネ・フィヨルドでドラッヘンフェルスを護衛していた。
装甲列車
ゲルマニア帝国の鉄道車両。III号戦車に類似した砲塔を備えている。
V1
ゲルマニア帝国のミサイル兵器。ゾフィーが精製したエクセニウムを燃料とし、ゾフィーが操ることによって実在のV1よりも遥かに性能が向上している。
V2
ゲルマニア帝国の弾道ミサイル兵器 。新型爆弾の搭載用として開発された。作中ではまだ試作段階であり、ゾフィーの魔力が無ければ発射できない。
新型爆弾
ゲルマニア帝国の新兵器。エクセニウムを使用しており、都市一つを丸ごと消滅させる破壊力を持つ。
新型戦闘機（仮称）
ゲルマニア帝国の帝立技術工廠で開発中の新型戦闘機。逆ガルに4翅のプロペラを備えた単発機で機首左脇にラジエータが設置されている。バスラーからは翼面荷重が低くよく回るなどBf109以上の性能と評価された。武装はモーターカノンに加えて機銃を機首に2挺、主翼に2挺装備している。
モデルは史実において主に政治的理由からBf109との競争試作に敗れ、輸出用として少数生産されたHe112だが、プロペラ枚数や艦載機としての運用も可能な点など作品独自の改変がされている。
Bf109を失ったバスラーがパイロットに迎えられ、空母ドラッヘンフェルスを奇襲したイゼッタを迎撃した。バスラーの技量と相まってイゼッタの背後をとるなど、高い機動力と火力で追い詰めた。
ドラッヘンフェルス
ゲルマニア帝国が建造中の空母。中央に艦載機用エレベータを設けた全通式の飛行甲板、同時発艦に対応したトロリー式のカタパルト2基など、艦の形状は現実世界におけるグラーフ・ツェッペリンに類似している。登場時はまだ未完成であり旧ノルド王国のソグネ・フィヨルドで艤装中だったが、この時点で空母としての運用は可能であった。第7話においてイゼッタの力を証明するため、ブリタニア王国の支援の元4本の大型魚雷を使った奇襲作戦が敢行されたが、情報はゲルマニア帝国側に漏れており、展開した駆逐艦部隊や空母艦載機部隊、新型機を駆るバスラーによる迎撃が行われ、2本の魚雷を失うも、残った2本の魚雷をエレベータの開口部から突入させることで攻撃に成功、爆発炎上し沈没した。
ドラッヘンフェルス（Drachenfels）とはドイツ語で「竜の岩山」を意味する言葉で、現実世界のドイツのノルトライン＝ヴェストファーレン州に同名の城址が存在する。作中の兵器はCGによる描写が中心であるが、ドラッヘンフェルスは登場シーンが少ないため監督の藤森による手描きである。
対イゼッタ用車両（仮称）
ゲルマニア帝国がイゼッタ対策に開発したとされる自走式対空砲。ナースホルンとヴィルベルヴィントを連結したような外観で、通常の戦車の倍ほどの長さのある長大な車体を持ち、前部に8.8 cm砲らしき高射砲（形状自体は8.8cm対戦車砲に類似している）を、後部に4連装高射機関砲を装備した八角形の砲塔を搭載している。
第9話の写真のみの登場で、最低でも12両が確認された。性能などは不明だが、いずれこうした兵器が出てくるだろうというエイルシュタット側の予測と合致していた。
対空戦車
ゲルマニア帝国の対空戦車。IV号戦車の車体に4連装機関砲を備えたヴィルベルヴィントのものに似た多角形の砲塔が搭載されている。全体的にはヴィルベルヴィントに似ているが、砲塔の上半分が高く、オープントップではなく天面装甲板がある点などが異なる。
第11～12話においてはV2発射基地の防空車両として多数が配備されていたが、第12話ではイゼッタとゾフィーの戦いに巻き込まれ、ゾフィーは魔法によって持ち上げてイゼッタに投げつけ、イゼッタも魔法によりゾフィーに投げ返すなどして「投射武器」として使用され、全滅した。

### ブリタニアの兵器
HPハリファックス
ブリタニア王国空軍の重爆撃機。グローマン中佐の乗機。イゼッタと4本の大型魚雷を輸送したが、魚雷は格納ができないため機体下部にワイヤーで括り付けていた。

## 用語

### 国家
エイルシュタット公国
本作の主な舞台となるアルプス山脈に接した小国。現実世界ではオーストリア西部やリヒテンシュタインがここに位置する。
首都はランツブルック。北西には要衝のケネンベルク、北東にベアル峠、東にゼルン回廊がある。主な産業は精密機械工業。公用語は不明だが、国旗に描かれた国章には「Ich bin tapfer und bin fromm」（ドイツ語で「我、勇敢にて敬虔なり」）の文字が入っており、第3話にて兵士達が唱和した国歌もドイツ語である。国内には国の危機を救う「白き魔女」の伝説が伝わっている。
軍の装備はテルミドール共和国製が中心である。軍服はフランス軍が第一次大戦中期に導入した上下がホリゾンブルーの物に近いが、ヘルメットのみ薄茶色になっている。
ゲルマニア帝国
本作の敵となる中欧の軍事大国。位置や国情などは現実世界のナチス・ドイツに相当する。作中では「ゲール」と呼ばれることが多い。首都は（現実世界のナチスドイツで計画されていた世界首都ゲルマニアをモチーフに創作された）ノイエベルリン。現実世界と違い、皇帝を擁した帝政を敷いている。強大な軍事力を保有し、欧州の覇権を握らんと周辺諸国への侵略を開始した。緒戦では航空戦力と機甲戦力を連携させた電撃戦で、ゾフィーの覚醒が完了してからは魔女の力をも利用して周辺諸国を圧倒するが、最終話で魔女ゾフィーを失い、アトランタとヴォルガの参戦によって東西両面からの二正面作戦を受け敗北する。エイルシュタットへの侵攻の目的は同盟国ロムルスとの回廊を確保し、地中海やアフリカに送る人員や物資の移動を円滑にするためであったが、イゼッタの存在が明らかになって以降、皇帝はイゼッタの捕縛の方に関心を向けるようになっていた。
ブリタニア王国
現実世界のイギリス。首都はロンデニオン。テルミドールと共にゲルマニアに宣戦布告するが、緒戦で敗北し第1話時点で既に大陸からは撤退している。国内でゲルマニアに占領された国々の亡命政府を庇護しつつ海空軍で対抗していたが、アトランタの参戦までは大陸への再出兵には踏み切れなかった。第10話ではゾフィーとバスラーに率いられたゲルマニアの航空部隊による大規模な侵攻を受け、首都への攻撃を許してしまっている。
テルミドール共和国
現実世界のフランス。ブリタニアと共にゲルマニアに宣戦布告するが、第1話時点で既にゲルマニアに降伏している。最終話での同盟諸国の反攻作戦により奪還された。
ベネルクス三国
ゲルマニアに占領されていたが、同盟諸国の反攻作戦により最終話でテルミドールとともに解放された。
ヴェストリア
現実世界のスイス。首都はアルブリンゲン。現実世界と同様に中立国となっているが、国内でゲルマニアの兵士や工作員が半ば公然と活動しており、政治的にはかなり苦境に立たされている。後にゲルマニア主催の秘密会談が開催される。
ロムルス連邦
現実世界のイタリア。現実世界と同様にゲルマニア（ナチス・ドイツ）と同盟関係にある。作中では名前のみの登場で関係者は一切出てこない。
リヴォニア
現実世界のポーランド。1939年に突如ゲルマニアの侵攻を受ける。これを契機にブリタニアとテルミドールがゲルマニアに宣戦布告、欧州全域を巻き込む大戦に発展する。国内ではゲルマニアが強制収容所を設置している。
アトランタ合衆国
現実世界のアメリカ合衆国。大統領は欧州への出兵に前向きだったが、議会や国民が消極的であったため出兵できずにいた。イゼッタの登場で一時は欧州出兵に国論が沸くも、その後ゾフィーの存在が確認され、その強大な力を見せつけられたことで国論が分裂。第12話で魔女の脅威が消えた後、遂にゲルマニアに対し参戦する。
ルイジアナ
同盟諸国の一国。現実世界のモデルは不明。
ノルド王国
現実世界のノルウェー。作中では既にゲルマニアに降伏しており、第7話では「旧ノルド王国」と表記されている。作中登場するソグネフィヨルドは実在の地名。
ヴォルガ連邦
現実世界のソビエト連邦。ゲルマニアと不可侵条約を結んでいるが、皇帝からは全く信用されていない。最終話で不可侵条約を破りゲルマニアに対し参戦する。

### その他の用語
白き魔女
エイルシュタット公国内に伝わる伝説。エイルシュタットが存亡の危機に陥った際に現れ、民を率いて国を救うと言われている。だが、イゼッタの祖母は「裏切りの魔女」と呼び、イゼッタに彼女のようにはなるなと忠告している。話の結末はエイルシュタットの王子と白き魔女が結ばれるという幸せな内容だが、ゲルマニアには王子が亡くなり、白き魔女自身も悲劇的な最期を迎えたもう一つの結末が伝わっている。その真実は、王子亡き後に妃から疎まれ、家臣団の裏切りにも遭った白き魔女が、ついには異端審問官へと売り渡されて処刑されたというもの。しかし、最終話でゾフィーが語ったさらなる真実は、裏切ったのは妃ではなく、白き魔女の存在によってエイルシュタットが異端の国と認定される事態を防ぐため、国を守るために彼女を売り渡せと妃に告げた王子本人であった。王子なりに苦悩した末の結論であり、後に妃自身が恩人を裏切った良心の呵責から書いた贖罪の文面が発見されたが、これが原因で白き魔女のゾフィーはエイルシュタットを激しく憎悪することとなった。
魔石
リッケルトとローレンツがエイルシュタット旧王城地下の秘密部屋で発見した赤石。中央で半分に割れている。後にレイラインの地図情報と共にゲルマニアに渡り、現在はゾフィーが所持する。その正体は、最初の魔女が持っていた力の石である「魔石」で、過去に白き魔女が勝手に持ち出したもの。周囲のレイラインから魔力を吸い上げ枯渇させることが可能で、強大な力を行使できるものの、その代償として使用者の命を削ることから「禁断の石」とも呼ばれる。割れた残りの半分はジークが所持していた。
エクセニウム
ゾフィーが魔石の力で精製を行った魔力の結晶体。既存の科学では解明できない未知のエネルギーで、新兵器の開発に利用されている。“エクセニウム”とはゲルマニア帝国が命名したもので、作中では「HEXENIUM」と表記されている。最終話でのイゼッタの行動により、その全てが蒸発・消滅した。

## スタッフ
- 監督 - 藤森雅也
- 助監督 - 根岸宏樹
- シリーズ構成・脚本 - 吉野弘幸
- キャラクター原案 - BUNBUN
- キャラクターデザイン・総作画監督 - 山下祐
- プロップデザイン - 宮川治雄
- アクション作画監督 - 竹内哲也
- 銃器・メカ作画監督 - 東賢太郎
- 軍事ディレクション - 月刊PANZER（和泉貴志、柘植優介）
- 美術監督 - 佐藤歩
- 美術設定 - 中島美佳、関根昌之（第3話 - ）
- 色彩設計 - 茂木孝浩、大塚奈津子
- 撮影監督 - 佐藤哲平
- CG監督 - 井野元英二
- 3DCG - オレンジ
- 編集 - 西山茂
- 音響監督 - 長崎行男
- 音楽 - 未知瑠
- 音楽制作 - フライングドッグ
- 音楽プロデューサー - 福田正夫、三好大雅
- プロデューサー - 田坂秀将、礒谷徳知、池田英世、伊藤将生、武冨悦彦、兼光一博、曽根孝治、甲斐健太郎、鵜飼利恵
- アニメーションプロデューサー - 山口達也、小澤慎一朗
- アニメーション制作 - 亜細亜堂
- 製作 - 終末のイゼッタ製作委員会（松竹、AT-X、亜細亜堂、ウォーゲーミングジャパン、フライングドッグ、JTBエンタテインメント、アイオウプラス、旭プロダクション、レイ、TOKYO MX）

## 主題歌
オープニングテーマ「cross the line」（第2話 - 第11話）
作詞 - 山本メーコ / 作曲・編曲 - IKUO / 歌 - AKINO with bless4
エンディングテーマ「光ある場所へ」（第1話、第2話、第4話 - 第11話）
作詞 - 岩里祐穂 / 作曲 - 藤澤風緒 / 編曲 - 南田健吾 / 歌 - May'n
挿入歌
「魔笛」（第1話）
作曲 - Wolfgang Amadeus Mozart / 編曲 - 未知瑠 / 歌 - 東中千佳
「エイルシュタット国歌」（第3話）
作詞 - 吉野弘幸 / 独語詞訳 - マライ・メントライン / 作曲・編曲 - 未知瑠

## 各話リスト
| 話数   | サブタイトル                                       | 絵コンテ          | 演出              | 作画監督                                                                                               |
| ------ | -------------------------------------------------- | ----------------- | ----------------- | --- |
| 第1話  | たたかいのはじまり。 Der Anfang der Schlacht       | 藤森雅也          | 根岸宏樹          | 山下祐、西岡夕樹 ジャカルタ・カルカッタ軽田                                                            |
| 第2話  | 傷痕と、銃声と Mit Narben und Schüssen             | 藤森雅也          | 加藤顕            | 西岡夕樹                                                                                               |
| 第3話  | 天翔る剣 Das Schwert des Himmels                   | 藤森雅也          | 根岸宏樹          | 関根昌之、重田智（銃器・メカ）                                                                         |
| 第4話  | 魔女の秘密 Das Geheimnis der Hexe                  | 高橋知也          | 川崎芳樹          | 海谷敏久                                                                                               |
| 第5話  | いつわりの奇跡 Das falsche Wunder                  | 藤森雅也          | 矢吹勉            | 松尾信之                                                                                               |
| 第6話  | 穏やかな日々に･･･ An einem ruhigen Tag...          | あきとし          | 加藤顕            | 西岡夕樹、ジャカルタ・カルカッタ軽田                                                                   |
| 第7話  | ソグネフィヨルド海戦 Die Seeschlacht im Sognefjord | 藤森雅也          | 根岸宏樹          | 関根昌之                                                                                               |
| 第8話  | 残酷なおとぎばなし Das grausame Märchen            | 下司泰弘          | 鈴木拓磨          | 海谷敏久、山田勝哉、野崎麗子 前田義宏、谷口繁則                                                        |
| 第9話  | ゼルン回廊、燃ゆ Der Sellun-Korridor brennt nieder | 加瀬充子          | 加藤顕            | ジャカルタ・カルカッタ軽田、をがわいちろう 門智昭、Baek Yoen Joo                                       |
| 第10話 | 魔女の鉄槌 Der eiserne Hammer der Hexe             | あきとし 藤森雅也 | 鈴木拓磨 曽根利幸 | 古賀誠、藤田まり子 八木元喜、桜井このみ                                                                |
| 第11話 | フィーネ Finé                                      | 望月智充          | 加藤顕 小澤慎一朗 | ジャカルタ・カルカッタ軽田、をがわいちろう 藤森雅也、中島裕一、Baek Yoen Joo                           |
| 第12話 | イゼッタ Izetta                                    | 藤森雅也          | 根岸宏樹          | 関根昌之、竹内哲也 藤森雅也、ジャカルタ・カルカッタ軽田 東賢太郎（銃器・メカ）、竹内哲也（アクション） |

## 放送局
| 放送期間                 | 放送時間                     | 放送局     | 対象地域 | 備考                              |
| ------------------------ | ---------------------------- | ---------- | -------- | --------------------------------- |
| 2016年10月1日 - 12月17日 | 土曜 23:00 - 23:30           | AT-X       | 日本全域 | 製作委員会参加 / リピート放送あり |
| 2016年10月2日 - 12月18日 | 日曜 1:30 - 2:00（土曜深夜） | TOKYO MX   | 東京都   | 製作委員会参加                    |
| 2016年10月3日 - 12月19日 | 月曜 23:30 - 火曜 0:00       | サンテレビ | 兵庫県   |                                   |
| 2016年10月7日 - 12月23日 | 金曜 1:30 - 2:00（木曜深夜） | BS11       | 日本全域 | 『ANIME+』枠                      |

## BD
| 巻 | 発売日         | 収録話          | 規格品番 |
| -- | -------------- | --------------- | -------- |
| 1  | 2016年12月21日 | 第1話 - 第2話   | SHBR-404 |
| 2  | 2017年1月25日  | 第3話 - 第4話   | SHBR-405 |
| 3  | 2017年2月22日  | 第5話 - 第6話   | SHBR-406 |
| 4  | 2017年3月29日  | 第7話 - 第8話   | SHBR-407 |
| 5  | 2017年4月26日  | 第9話 - 第10話  | SHBR-408 |
| 6  | 2017年5月24日  | 第11話 - 第12話 | SHBR-409 |